# وادي حمادة القير
وادي حمادة القير: هو غير حمادة (صحراء) وهي في هضبة صخرية صحراوية، تقع في شمال غرب الصحراء الجزائرية، في جنوب غرب الجزائر.

## الوصف
وادي قير هو وادي ينبع من شرق المغرب من جبل تمجناتين، ثم يمتد إلى الجنوب الغربي من الجزائر، حمادة القير عبارة عن هضبة واسعة من الحجر الجيري تنحدر من الشمال إلى الجنوب من محيط المدينة. سلسلة الجبال المغربية من بوذنيب على ارتفاع 1150 م إلى عرق الراوي وسلاسل الوقارتة (700 م). وتمتد على مسافة 200 كيلومتر، ويبلغ أقصى عرض لها من الغرب إلى الشرق حوالي 100 كيلومتر مربع.
على السطح، تبدو التضاريس غير متساوية نسبيًا، ومع ذلك، هناك عدد كبير من المنخفضات المغلقة الصغيرة، تسمى محليًا "الدياس"، وتتجه نحوها شبكات من الأودية ذات مسارات غير محددة وضحلة.
الهضبة محاطة من جوانب ثلاثة بمنحدرات: هذه المنحدرات تكشف عن تعقيد تكوينات الصخور الجيولوجية للحمادة بالإضافة إلى التغيرات السريعة في ملمس الرواسب الطينية القارية.
تغطي الطبقات الجيولوجية التي تشكل القاعدة الصخرية للحمادة فترة النيوجين (الميوسين والبليوسين). وتعتمد هذه التكوينات بشكل غير متجانس على سلاسل صخرية تمتد من العصر البدائي إلى الباليوجيني.
سطح الحمادة يتأثر بشكل كبير بتدهور الحجر الجيري نتيجة للذوبان (عملية الكارستية). ويمكن رؤية قنوات نقل المياه المصرفة من سطح الحمادة خلال فترات الرطوبة في العصر الرباعي. داياس هي المنخفضات التي تنشأ عن الذوبان الكيميائي للحجر الجيري (أخاديد).
الوادي وحمادة قير يمثلان مجموعة ما قبل الصحراوية في الشمال، وصحراوية في الجنوب، تتميز بالقحولة، خاصة على الهضبة الحمادية.
تتلاقى واديا (وادي القير ووادي الزوسفانة) عند الساورة، ليشكلا سلسلة طويلة من الواحات. وتتم تغذيتها من خلال الآبار التي تصل إلى الجوف المائي لترسبات الساورة، وجزءًا آخر في الجنوب عبر القناة التي تصرف بحكمة مياه الجوف الموجودة في تشكيلات الصخور الرملية في تادمايت.